# 786 Cosmetics
786 Cosmetics là một hãng sơn móng tay được thành lập tại Chicago, IL chuyên tạo ra các sản phẩm làm đẹp thuần chay, thoáng khí và làm đẹp theo phong cách halal.

## Tổng quan
786 Cosmetics được thành lập bởi Ibrahim Ali và Iqra Isphahani tại Hoa Kỳ vào năm 2017. Công ty tạo ra các loại sơn móng tay thuần chay, thoáng khí và thấm nước được sản xuất dành riêng cho cộng đồng Hồi giáo với công thức không chứa cồn hoặc các sản phẩm động vật. Các loại sơn móng tay của công ty được đặt tên theo các thành phố trên thế giới và được pha chế không chứa cồn.